# Canal 13 (Río Grande)
El Canal 13 de Río Grande, conocido como Televisión Pública Fueguina es un canal de televisión abierta argentino que transmite desde la ciudad de Rio Grande. El canal se llega a ver en la Isla Grande de Tierra del Fuego y zonas aledañas. Es operado por el Gobierno de la Provincia de Tierra del Fuego, Antártida e Islas del Atlántico Sur.

## Historia
La licencia inició sus transmisiones regulares el 24 de octubre de 1967 como LU 88 TV Canal 13 de Río Grande.
Para esos momentos, la ciudad contaba con 4000 habitantes. La programación era provista en su mayor parte por el Canal 13 de Buenos Aires. También teniendo a la mascota del canal llamada "Onita" como personaje característico de la provincia, representando a los pueblos originarios Selknam.
Administraba por entonces el país un gobierno de facto, encabezado por el golpista Juan Carlos Onganía. El gobernador del entonces Territorio Nacional de la Tierra del Fuego, Antártida e Islas del Atlántico Sur, era el Contralmirante José María Guzmán; siendo el primer director de Canal 13, Godofredo Videla; y el primer jefe técnico, Rodolfo Rivarola, quien años más tarde el 15 de mayo de 1984, perdiera la vida en un accidente aéreo en el sector antártico.
En 1968, se empieza a emitir el primer noticiero del canal llamado Teletrece Noticias, que se emitía los días domingos y duraba 60 minutos. El mismo consistía en el rescate de las noticias más destacadas de la semana del ámbito nacional e internacional, que eran enviadas por el Canal 9 de Buenos Aires.
El 13 de mayo de 1968, mediante el Decreto 2527, el Poder Ejecutivo Nacional adjudicó al gobierno del territorio nacional, una licencia para explotar la frecuencia del Canal 13 de la ciudad de Río Grande, Territorio nacional de la Tierra del Fuego, Antártida e Islas del Atlántico Sur.
En 1971, Canal 13 recibe su primera distinción nacional como el Premio Cruz de Plata Esquiú.
El 2 de octubre de 1984, el Comité Federal de Radiodifusión, mediante la Resolución 782, autorizó al gobierno del territorio provincial a instalar una repetidora del canal en Tolhuin, asignándole el canal 9 en la banda de UHF;
En 1991, Canal 13 comenzó a emitir de forma exclusiva la programación de Telefe.
También entre otras distinciones locales y nacionales obtenidas, es de destacar el Premio Broadcasting, otorgado al programa infantil Chechelandia; y el noticiero Actualidad fueguina es ternado para el Premio Martín Fierro en 1995.
En 2004, se comenzó con el paulatino recambio de vieja tecnología analógica por tecnología digital, hasta alcanzar en el mediano plazo la sustitución total del equipamiento.
Canal 13 cuenta con un camión de exteriores con enlace local y uno con enlace satelital, que le da la posibilidad de subir una señal vía satélite desde cualquier ubicación.
En 2005, se realizó una transmisión desde la ciudad de Porvenir, en Chile, en ocasión de realizarse la 32.ª edición del Gran Premio de la Hermandad, siendo ésta la primera transmisión satelital desde el exterior.
En la actualidad, Canal 13 se encuentra bajo un lento proceso de modernización y ampliación de sus instalaciones, luego de 8 años de abandono y desidia, que llevaron a que en 2011 el personal denuciara públicamente el “vaciamiento” de la emisora.
Con tiempos de gloria y de padecimiento, el canal se apresta a alcanzar el medio siglo de llevar adelante una tarea fundamental de comunicación e información a una región que conoció con apenas 4000 habitantes y que hoy supera largamente los 100.000.
El 24 de junio de 2011, la Autoridad Federal de Servicios de Comunicación Audiovisual, mediante la Resolución 689, le asignó al Canal 13 el Canal 29 en la banda de UHF para emitir en la Televisión Digital Terrestre.
En diciembre de 2013, el canal perdió los derechos de retransmisión de Telefe debido a que el canal provincial registraba una deuda con la emisora porteña que superaban el millón de pesos.
En octubre de 2014, la entonces senadora nacional por Tierra del Fuego Rosana Bertone, emitió un proyecto de declaración (N.º de Expediente 3266/14) declarando de interés el programa Tierra de Fueguitos de Canal 13.
En agosto de 2016, los canales públicos de la Patagonia (incluido Canal 13) conformaron la «Red Patagónica de la Televisión Pública» con el objetivo de permitir a los televidentes acceder a un noticiero regional patagónico con información de actualidad política, económica, deportiva, cultural y turística.
En enero de 2018 la señal del Canal 13 comenzó a ser emitida a través del sistema de TDA en Río Grande, Ushuaia y Tolhuin por el Canal 27.1. Luego de ser fusionada con Televisión Pública Fueguina.
El 22 de agosto del mismo año, emite su programación vía satélite Arsat-1 en Alta definición (HD) para la provincia de Tierra del Fuego, Antártida e Islas del Atlántico Sur y cobertura en todo el territorio nacional.
El 22 de julio de 2020, Canal 13 estuvo cerrado por una semana por un caso positivo de COVID-19 dentro de la emisora.
El 19 de Agosto en la edición 48 del Gran Premio de la Hermandad carrera histórica, el director de la emisora Mauricio Bravo ordena devolver el logo que no solo indentifica a la emisora si no también a la ciudad de Río Grande "EL ONITA" ya que habían decidido retirarlo tiempo antes.

## Programación
Actualmente, parte de la programación del canal consistía en retransmitir los contenidos del Canal 11 de Buenos Aires (cabecera de la cadena Telefe, que representa comercialmente el canal), producciones de contenidos propia y retransmisiones eventuales de los canales públicos Canal 11 de Ushuaia, Canal 7 de Buenos Aires, Canal Encuentro, Pakapaka.

## Repetidora
Canal 13 cuenta con una repetidora ubicada en la localidad de Tolhuin, que emite en el canal 9.